# Каменноозёрный сельсовет
Каменноозёрный сельсовет — сельское поселение в Оренбургском районе Оренбургской области Российской Федерации.
Административный центр — село Каменноозёрное.

## История
24 сентября 2004 года в соответствии с законом Оренбургской области № 1472/246-III-ОЗ образовано сельское поселение Каменноозёрный сельсовет, установлены границы муниципального образования.

## Население
| 2010  | 2012  | 2013  | 2014  | 2015  | 2016  | 2017  |
| ----- | ----- | ----- | ----- | ----- | ----- | ----- |
| 1585  | ↗1605 | ↗1641 | ↗1670 | ↗1719 | ↗1747 | ↗1762 |
| 2018  | 2019  | 2020  | 2021  |       |       |       |
| ↗1777 | ↘1774 | ↘1763 | ↘1758 |       |       |       |

## Состав сельского поселения
| № | Населённый пункт | Тип населённого пункта       | Население |
| - | ---------------- | ---------------------------- | --------- |
| 1 | Каменноозёрное   | село, административный центр | ↗1043     |
| 2 | Чулошников       | хутор                        | 542       |